# Anomalomyces panici
Anomalomyces panici är en svampart som beskrevs av Vánky, R.G. Shivas & M. Lutz 2006. Anomalomyces panici ingår i släktet Anomalomyces och familjen Ustilaginaceae.   Inga underarter finns listade i Catalogue of Life.